# Templo de Zeus (Dodona)
El Templo de Zeus o "Casa sagrada" (en griego antiguo: Ἱερά Οἰκία, romanizado: Hiera Oikia) fue un templo dedicado a Zeus Naïos durante la Antigua Grecia y complejo del santuario asociado en Dodona, Grecia. Era donde funcionaba el Oráculo de Dodona. Las ruinas del templo se encuentran en el yacimiento arqueológico de Dodona en el municipio de Dodoni.

## Fases de construcción
Fase I
El templo de Zeus estaba ubicado en el centro de la zona del santuario de Dodona. Durante mucho tiempo, el culto se realizó al aire libre sin edificios permanentes, y su pieza central era el roble sagrado. Según Pausanias, el roble de Dodona era el árbol más antiguo de toda Grecia Después del sauce (lygos) de Hera en el Hereo de Samos. El roble fue considerado la actual residencia y templo del Zeus de Dodona.

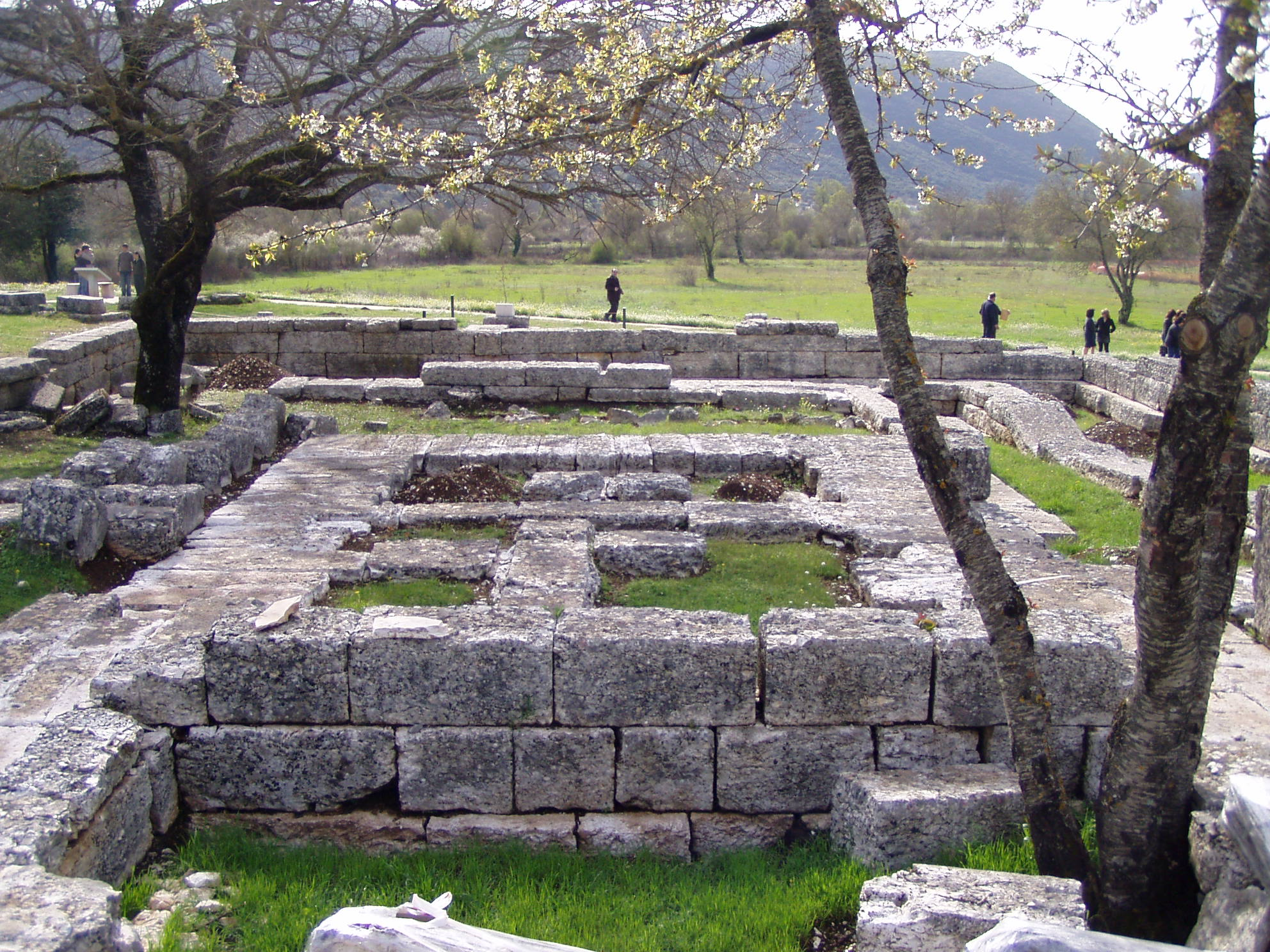
Ruinas del Templo de Zeus.

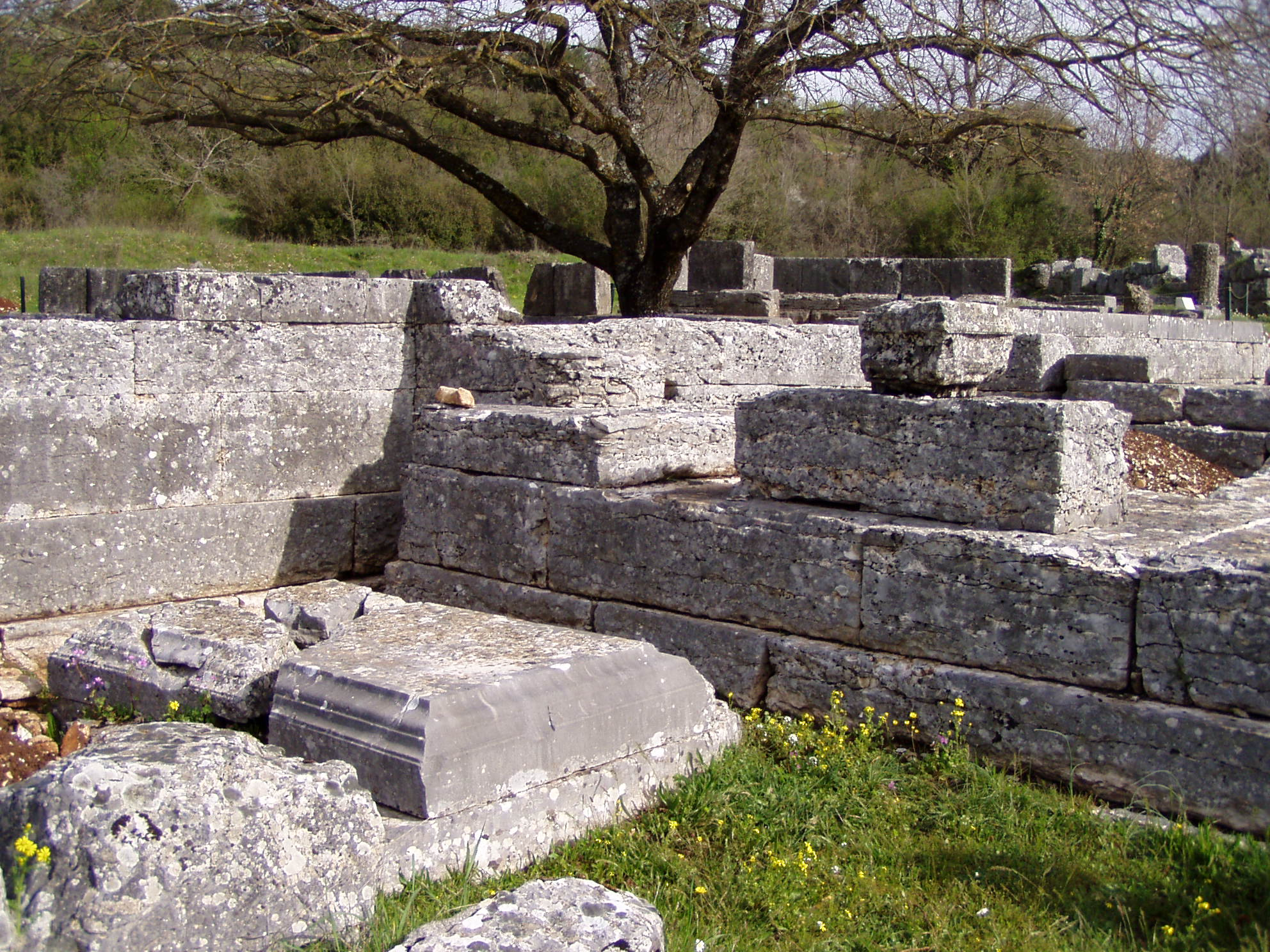
Ruinas del Templo de Zeus.

Según fuentes antiguas, del techo del templo de Zeus colgaban una serie de calderos o trípodes muy juntos entre sí. Como el templo carecía de paredes, el viento golpeaba los calderos y su sonido era el que tenía que ser interpretado por los sacerdotes o las sacerdotisas. Los sonidos resultantes, así como el zumbido de las hojas del roble, se utilizaban en la adivinación (véase, oráculo de Dodona).
Fase II
La primera estructura de santuario y templo real se construyeron en el sitio en el período clásico griego al principio del siglo III a. C.. En ese momento, el santuario consistía en un témenos cuadrado rodeado por el muro del períbolo . El roble sagrado estaba en el centro y todavía servía como morada del dios, con calderos de bronce todavía rodeándolo. En una esquina había un pequeño templo que constaba de pronaos y cella, cuyo tamaño era de unos 4 × 6,5 m.
También había dos pilares, uno con un caldero de bronce en la parte superior y el otro con una estatua de un niño con un látigo de bronce en la mano, donado por el pueblo de Córcira. El látigo golpeó el caldero con el viento, creando un sonido.
Fase III
En el período helenístico, con el rey de Epiro, Pirro de Epiro, del siglo II a. C., el témenos se amplió y estaba rodeado en tres lados por una estoa de estilo jónico, es decir, salas con columnas, donde se guardaban los escudos tomados de los romanos después de que Pirro había sido conquistado fueron colocados. La Liga Etolia destruyó el santuario en el año 219 a. C.
Fase IV
En 218 a. C., después de que el rey macedonio Filipo V y los epirotas derrotaran a los etolios, el santuario fue reconstruido con el botín de los etolios. Se construyó un nuevo templo próstilo en el sitio del antiguo templo, con cuatro columnas jónicas en la fachada y un pronaos, naos y ádyton en el interior. En su punto más ancho, el tamaño del santuario rectangular era de aproximadamente 20,8 × 19,2 m. El roble sagrado todavía era parte del área de témenos, ahora cerca de su lado este, en el lado donde no había estoa.